# Ercolania coerulea
Ercolania coerulea är en snäckart som beskrevs av Trinchese 1893. Ercolania coerulea ingår i släktet Ercolania och familjen Stiligeridae. Inga underarter finns listade i Catalogue of Life.